# Gloria Endres de Oliveira
Gloria Rafaela Endres de Oliveira (* 3. April 1990) ist eine deutsch-brasilianische Musikerin, Schauspielerin und Hörspielsprecherin.

## Leben
Gloria Endres de Oliveira nahm bereits seit 2002 Gesangs- und Klavierunterricht, um Operngesang zu studieren. Nach ihrer Schulzeit schloss sie jedoch zunächst ein klassisches Schauspielstudium an der London Academy of Music and Dramatic Art ab. Anschließend studierte sie Bildende Kunst an der HFBK Hamburg und der École nationale supérieure des beaux-arts de Paris.
Nach diversen Theater- und Kurzfilmauftritten gab Endres de Oliveira ihr Langfilmdebüt 2012, als sie für die Rolle der jungen Amokläuferin Luca Reich in dem von Aelrun Goette inszenierten Filmdrama Ein Jahr nach morgen besetzt wurde, das den Günter-Rohrbach-Filmpreis gewann. Im Jahr 2013 wurde sie für den Berlinale Talent Campus ausgewählt. 2016 spielte sie die Hauptrolle in Benjamin Teskes Coming-of-Age-Roadmovie Strawberry Bubblegums. Darüber hinaus war sie in Serien wie Letzte Spur Berlin und Counterpart in Nebenrollen zu sehen sowie von 2017 bis 2020 bei Babylon Berlin als Tilly Brooks.
Endres de Oliveira ist zudem regelmäßig als Sprecherin für Hörspiele, Hörbücher und Radio-Features tätig. 2013 wurde das nach dem Roman von Tamta Melaschwili produzierte Hörspiel Abzählen, in dem sie die weibliche Hauptrolle sprach, von der Deutschen Akademie der Darstellenden Künste zum Hörspiel des Monats gewählt. Zwei Jahre später wurde Dshan als Hörspiel des Jahres ausgezeichnet.
Seit 2017 verfolgt Endres de Oliveira auch musikalische Projekte. Im Mai 2018 erhielt sie den Hamburger Musikerpreis Krach + Getöse und arbeitet seitdem an Solomaterial. Am 27. März 2020 erschien das Compilation-Album Fascination, das zwei 2019 veröffentlichte EPs auf LP und mit zusätzlichen Remixen (darunter eine Bearbeitung von Gudrun Gut) auf CD zusammenfasst. 2021 komponierte und produzierte sie die Musik zum Theaterstück Paradiesische Bauten von Peter Thiers, das im Sommer dieses Jahres am Thalia Theater in Hamburg Premiere feierte.
Im Februar 2022 wurde Endres de Oliveira eingeladen, bei der Catwalk-Show zur Herbst/Winter-Kollektion des Modedesigners Bora Aksu auf der London Fashion Week live zu spielen. Ferner fungiert sie sowohl bei eigenen Kompositionen als auch für Künstler wie Tocotronic, Mary Ocher, Die Heiterkeit und Tellavision als Porträtfotografin und Regisseurin von Musikvideos.

## Filmografie (Auswahl)
- 2011: Five Minute Love Story
- 2012: Ein Jahr nach morgen
- 2013: Schneewittchen muss sterben
- 2013: Letzte Spur Berlin (Staffel 2, Folge 7: Abgetaucht)
- 2014: Frühling in Weiß
- 2016: Die Pfeiler der Macht
- 2016: Strawberry Bubblegums
- 2017: Die Firma dankt
- 2017: Counterpart
- 2017: Beutolomäus und der wahre Weihnachtsmann
- 2017–2020: Babylon Berlin
- 2020: Undine

## Hörspiele
- 2012: Vertraute Fremde, Regie: Martin Heindel (NDR)
- 2013: Elodie Pascal: 243 Tage; Regie: Antonia Gilani (SRF)
- 2013: Tamta Melaschwili: Abzählen – Bearbeitung und Regie: Elisabeth Putz (Hörspiel des Monats November 2013 – NDR/ORF)
- 2014: Dead Girls, nach dem Roman von Richard Calder, Regie: Martin Heindel (NDR)
- 2014: Schönheit und Schrecken, Regie: Walter Adler (SWR)
- 2015: Tirza, nach dem Roman von Arnon Grunberg, Regie: Mark Ginzler (SWR)
- 2015: Das riesengroße Geburtstagsgeschenk, Regie: Franziska Hochwald (SWR2)
- 2015: Dshan, nach Motiven des Romans von Andrei Platonow in der Übersetzung von Alfred Frank, Regie: Walter Adler (SWR), Hörspiel des Jahres 2015
- 2017: Fado Fatal, Regie: Alexander Schuhmacher (NDR)
- 2017: Kahnawake, Regie: Ulrich Lampen (SWR)[4]
- 2017: Palindrome, Regie: David Erik Ronner (HFBK)[2]
- 2018: Das Dschungelbuch, nach Motiven der Erzählungen von Rudyard Kipling, Regie: Kirstin Petry – Live-Jazz-Hörspiel (SWR)[2]
- 2018: Das verdrehte Leben der Amelie, Regie: Janine Lüttmann
- 2018: Eingreifen, bevor die Nacht kommt, Regie: Ulrich Lampen (SWR)[15]
- 2019: Greta bringt die Welt in Ordnung, Regie: Nikolai von Koslowski (NDR)[16]
- 2019: Koslik ist krank, Regie: Elisabeth Weilenmann (NDR/ORF)[17]

## Diskografie
- 2019: La Rose De Fer (EP, La Double Vie)
- 2019: Lèvres De Sang (EP, La Double Vie / Dispersion Records)
- 2020: Fascination (Compilation Album, Reptile Music / Cargo Records)